# Kerem Aktürkoğlu
Muhammed Kerem Aktürkoğlu (født 21. oktober 1998) er en tyrkisk professionel fodboldspiller, der spiller som venstre fløj og offensiv midtbanespiller for Süper Lig-klubben Galatasaray og Tyrkiet landshold

## Klubkarriere
Aktürkoğlu skiftede til Galatasaray den 2. september 2020. Han fik sin professionelle debut for Galatasaray i en 1-1 Süper Lig-kamp mod Kayserispor den 23. november 2020.
Den 16. august 2021 var Aktürkoğlu involveret i et fysisk skænderi med holdkammeraten Marcão under en kamp mod Giresunspor.
Aktürkoğlu blev mester i Süper Lig i sæsonen 2022-23 med holdet Galatasaray. Besejring af Ankaragücü 4-1 på udebane i kampen, der blev spillet i den 36. uge den 30. maj 2023, sikrede Galatasaray sig føringen med 2 uger til slut og vandt det 38. mesterskab i sin historie.